# Valleys of Neptune
«Valleys of Neptune» (рус. Долины Нептуна) — посмертный альбом Джими Хендрикса, включающий 12 ранее не издававшихся студийных записей — как новые версии уже известных песен, так и никогда не издававшиеся композиции и джемы. Большая часть альбома была записана в 1969 году группой The Jimi Hendrix Experience. Заглавная композиция и Bleeding Heart были выпущены в виде синглов (1 февраля и 1 марта 2010 года соответственно). По ним были сняты клипы.
Диск занял 4-е место в американском чарте Billboard 200.

## Список композиций
1. Stone Free 3:45
2. Valleys of Neptune 4:01
3. Bleeding Heart (Elmore James cover) 6:20
4. Hear My Train a Comin' 7:29
5. Mr. Bad Luck 2:56
6. Sunshine of Your Love (instrumental Cream cover) 6:45
7. Lover Man 4:15
8. Ships Passing Through the Night 5:52
9. Fire 3:12
10. Red House 8:20
11. Lullaby for the Summer (instrumental) 3:48
12. Crying Blue Rain 4:56

Бонус-треки:
1. Slow Version (instrumental) 4:56
2. Trash Man (instrumental) 7:23

## Участники записи
- Jimi Hendrix — vocals, guitars, production on all tracks except 5, front cover painting
- Mitch Mitchell — drums on all tracks except 3
- Noel Redding — bass on all tracks except 1, 2 and 3, backing vocals on track 9
- Billy Cox — bass on tracks 1, 2 and 3

Сессионные музыканты
- Rocki Dzidzornu — percussion on tracks 6 and 12
- Roger Chapman — backing vocals on track 1
- Andy Fairweather Low — backing vocals on track 1
- Juma Sultan — percussion on track 2
- Rocky Isaac — drums on track 3
- Chris Grimes — tambourine on track 3
- Al Marks — maracas on track 3